# Ga Thanaleng
Ga Thanaleng hay còn gọi là Ga Dongphosy (tiếng Lào là Ban Dong Phosy) là một nhà ga xe lửa ở bản Dongphosy, quận Hadxaifong, Viêng Chăn, Lào. Nằm cách 20 km (12 dặm) về phía đông thủ đô Viêng Chăn của Lào và 4 km (2.5 dặm) về phía bắc biên giới Thái Lan và Lào dọc theo sông Mekong. Nhà ga được khai trương vào ngày 5 tháng 3 năm 2009, đóng vai trò là một phần của tuyến đường sắt liên vận quốc tế đầu tiên tại Lào. Mục đích ban đầu được dùng như một nhà ga hành khách, về sau các quan chức Lào đã khẳng định chủ trương chuyển đổi thành một nhà ga đầu cuối với phí chuyên chở hàng hóa thấp thay cho vận tải đường bộ, được xem là phương tiện vận tải hàng hóa chính nhập cảnh vào Thái Lan. Nhà ga sẽ là điểm kết nối giữa Viêng Chăn với các thành phố thủ đô của ba nước ASEAN khác (Thái Lan, Malaysia và Singapore) và một số cảng chính ở Đông Nam Á.

## Lịch sử
Ngày 20 tháng 3 năm 2004, một thỏa thuận giữa chính phủ Thái Lan và Lào đã được ký kết để mở rộng tuyến Đông Bắc của Đường sắt Quốc gia Thái Lan từ Nong Khai tới Thanaleng, một thị trấn nằm đối diện sông Mekong tại Lào. Chính phủ Thái Lan đã đồng ý tài trợ cho tuyến đường sắt thông qua một sự kết hợp trợ cấp lẫn cho vay. Tuyến Nong Khai–Thanaleng dài 3,5 km, chi phí ước tính của tkhoảng 6,2 triệu USD, trong đó 70% được tài trợ bởi các khoản vay của Thái Lan. Việc thi công chính thức bắt đầu vào ngày 19 tháng 1 năm 2007 và chạy thử tàu bắt đầu vận hành vào ngày 4 tháng 7 năm 2008. Lễ khánh thành chính thức diễn ra vào ngày 5 tháng 3 năm 2009. Ga Thanaleng là nhà ga xe lửa duy nhất của tuyến đường sắt Bangkok–Thanaleng nằm ở phía bên kia biên giới Lào.

### Đề xuất mở rộng

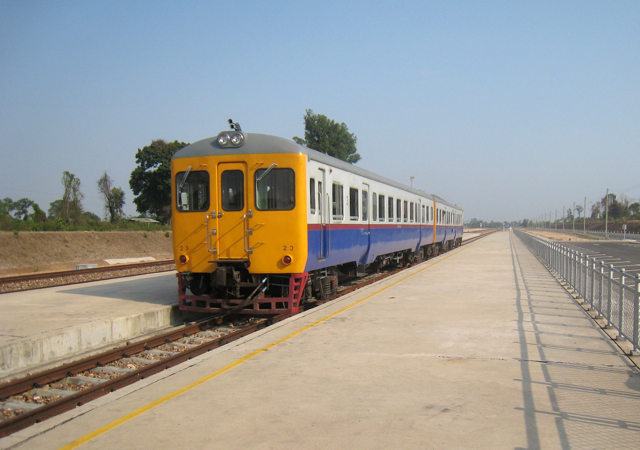
Đoàn tàu Thái-Lào

Ngày 22 tháng 2 năm 2006, sau khi kết thúc một thỏa thuận ba bên giữa Thái Lan, Lào và Pháp, Cơ quan Phát triển Pháp thông báo rằng họ đã chấp thuận tài trợ cho giai đoạn thứ hai của tuyến đường sắt Thanaleng đóng vai trò là một phần mở rộng tới Viêng Chăn. Chi phí của giai đoạn thứ hai này ước tính khoảng 13,2 triệu USD, bao gồm chi phí về tính khả thi nghiên cứu, cơ sở hạ tầng và trang thiết bị. Một khoản vay 50 triệu USD theo báo cáo là nhận được từ chính phủ Thái Lan dành cho việc mở rộng. Việc thi công dự kiến sẽ bắt đầu vào tháng 12 năm 2010 và các quan chức đường sắt Lào đã xác nhận cho đến tận cuối tháng 9 năm 2010 thì kế hoạch mới được triển khai. Phần mở rộng cần khoảng ba năm để hoàn thành sẽ kéo dài 9 km (5,6 dặm) từ Thanaleng tới một nhà ga chính mới tại bản Khamsavat ở huyện Xaysettha của Viêng Chăn, cách Tháp That Luang khoảng 4 km (2,5 dặm).
Tuy nhiên vào tháng 11 năm 2010, các quan chức Lào và Thái Lan xác nhận rằng dự án mở rộng chung của họ đã bị loại bỏ vì lợi ích của một dự án tàu cao tốc được chính phủ Thái Lan và Trung Quốc hỗ trợ. Dự án này sẽ kết nối Nong Khai với Côn Minh của Trung Quốc bao gồm việc xây dựng một cây cầu mới trên sông Mekong nằm gần Viêng Chăn. Sau khi xem xét dự án, các quan chức Lào đã quyết định rằng ga Thanaleng sẽ được chuyển đổi thành một ga đầu cuối dành cho các chuyến tàu chở hàng băng qua cầu Hữu nghị Thái-Lào; sau đó hàng hòa có thể được vận chuyển từ Bangkok sang Lào với chi phí thấp hơn so với vận tải đường bộ.

## Cơ sở vật chất

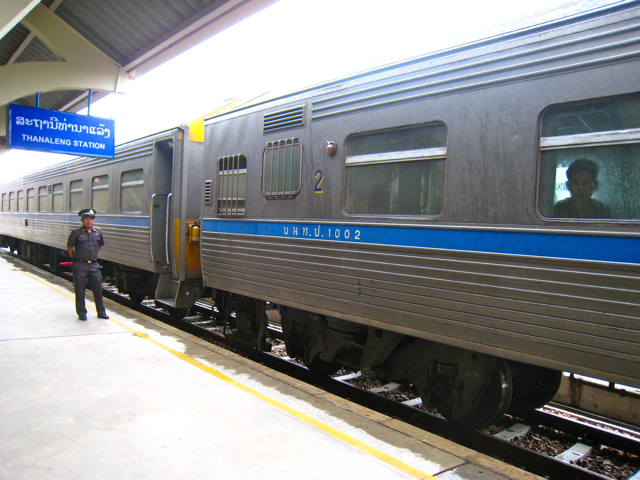
Một đoàn tàu dừng lại ở Ga Thanaleng.

Ga Thanaleng phần nào là một khu vực bị cô lập phía đông nam Viêng Chăn ở bản Dongphosy. Du khách khi đến nhà ga phải tự thu xếp chuyến du lịch của họ vào Viêng Chăn hoặc sử dụng xe tuk-tuk hoặc xe buýt đậu ngay tại đó để đón khách. Một quầy bán vé chuyển xe tàu hiện đang hoạt động tại nhà ga, nơi hành khách yêu cầu chuyển xe vào Viêng Chăn phải trả một tỷ lệ cố định cho việc chuyên chở vào thành phố bằng xe tuk-tuk hay xe tải nhỏ.
Thị thực du lịch Lào có hiệu lực ngay khi vừa đến Thanaleng. Lệ phí xuất nhập cảnh đều được thu tại nhà ga lúc lên hay xuống tàu.
Tính đến tháng 9 năm 2010, ước tính có khoảng 2.500 đến 3.000 hành khách đã sử dụng tuyến Nong Khai–Thanaleng hằng ngày. Tàu bao gồm hai toa có khả năng chở đến 80 hành khách mỗi toa. Vé đi đến Bangkok có thể được mua tại các nhà ga; hành khách du lịch phải xuống tàu ở Nong Khai để đi qua cửa khẩu hải quan và xuất nhập cảnh Thái Lan.